# Staro Brezje
Staro Brezje je naselje v občini Kočevje.